# 拉扎列夫海

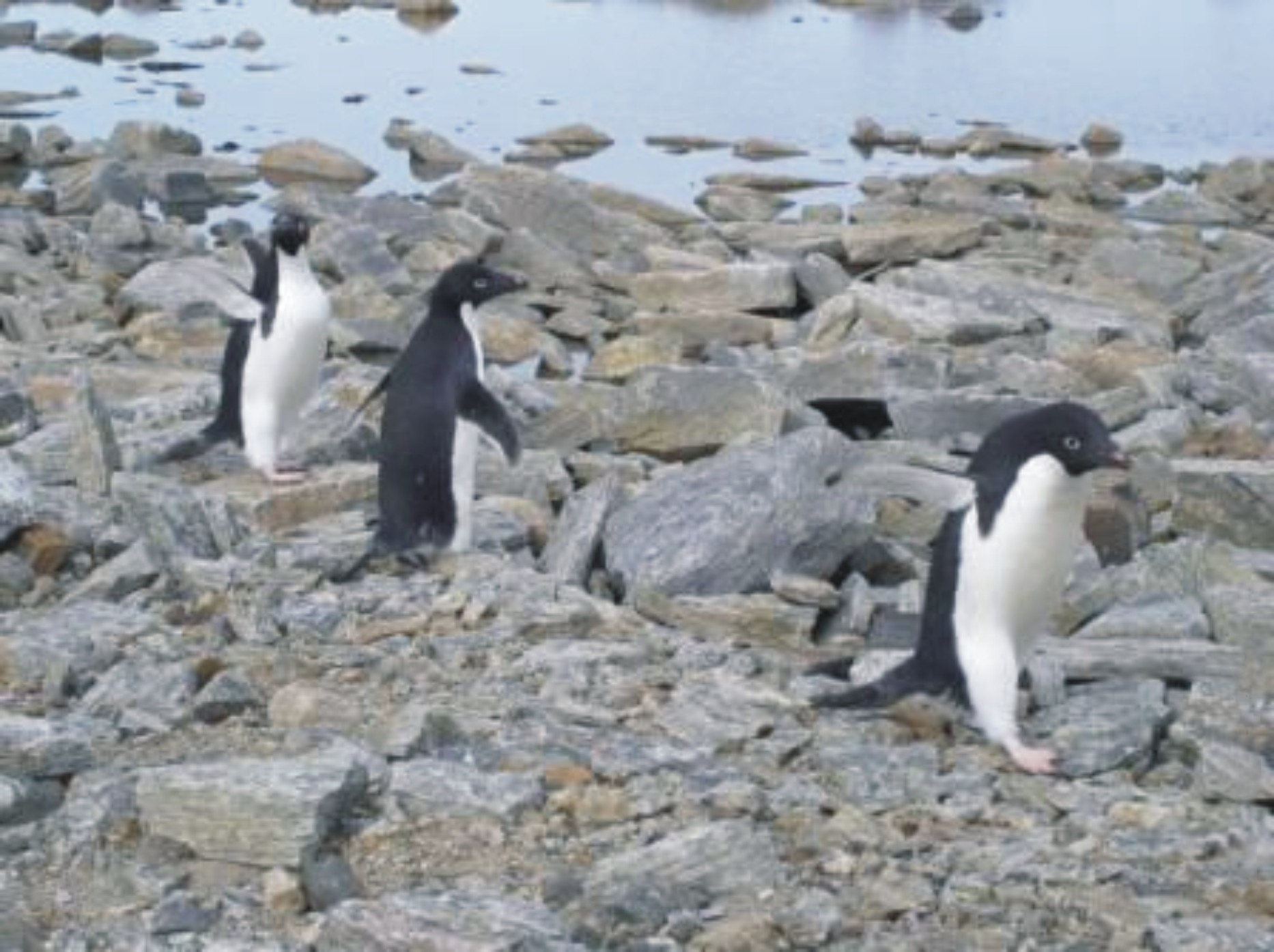

拉扎列夫海是南大洋的陸緣海，位於哈康七世海和里瑟爾-拉森海，面積929,000平方公里，平均水深3,000米，最大水深超過4,500米，該海以俄羅斯探險家米哈伊尔·彼得罗维奇·拉扎列夫命名。
68°00′S 7°00′E / 68.000°S 7.000°E